# 埴生町
埴生町（はにゅうまち）は長野県埴科郡にあった町。
現在の千曲市北東部、しなの鉄道線屋代駅周辺にあたる。本項では町制前の名称である埴生村（はにゅうむら）についても述べる。

## 地理
- 山：一重山、有明山

## 歴史
- 1355年（建武2年）小笠原貞宗が船山（小船山？鋳物師屋？）に守護所を置いていたことから武水別神社神官家の四宮氏、保科氏、関屋氏、夏目氏らが襲撃。青沼合戦（中先代の乱）が始まり千曲市域から長野市松代・篠ノ井・埴科郡坂城に至る広い地域を戦場とした。
- 1407年（応永14年）幕府料所埴科郡船山郷代官真晃、市河越中守及び倉科帯刀をして、同郷当年の年貢を請負はしむ（市河文書）との記録が見られる。
- 1422年（応永29年）僧行俊、埴科郡青沼南方年貢三分一の内半分を、弟僧信方に譲る。（森文書）
- 1889年（明治22年）4月1日 - 町村制の施行により、小島村・寂蒔村・鋳物師屋村・打沢村・桜堂村の区域をもって埴生村が発足。
- 1948年（昭和23年）3月1日 - 埴生村が町制施行して埴生町となる。
- 1954年（昭和29年）10月1日 - 杭瀬下村と合併し、改めて埴生町が発足。
- 1955年（昭和30年）7月1日 - 五加村の一部（中）を編入。
  - 五加村の残部（上徳間・内川・千本柳・小船山）は戸倉町の一部となる。
- 1959年（昭和34年）6月1日 - 屋代町・更級郡稲荷山町・八幡村と合併して更埴市が発足。同日埴生町廃止。
- 2003年（平成15年）9月1日 - 更埴市が戸倉町・更級郡上山田町と合併して千曲市が発足。

## 交通

### 鉄道路線
- 日本国有鉄道
  - 信越本線（現・しなの鉄道線）
    - 屋代駅
- 長野電鉄
  - 河東線
    - 屋代駅

現在は旧村域にしなの鉄道線の千曲駅が所在するが、当時は未開業。

### 道路
- 国道18号
- 谷街道（現・国道403号）